# David de Koninck
Pour les articles homonymes, voir Koninck.
David de Koninck ou de Coninck (né entre 1642 et 1646 à Anvers et mort le 4 avril 1703 à Bruxelles), aussi connu sous le surnom de Rammelaer, est un peintre baroque flamand.

## Biographie

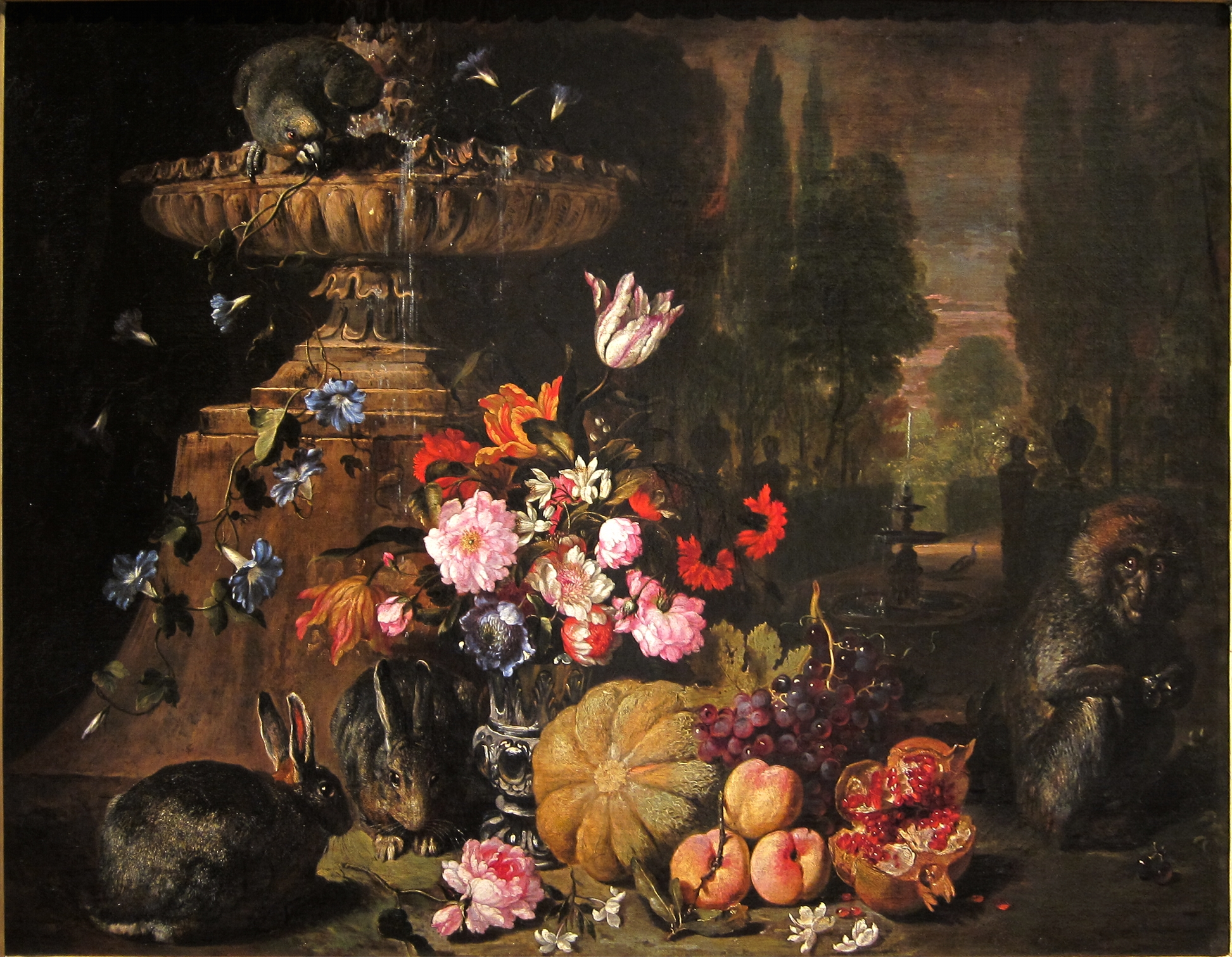
Nature morte de fruits et de fleurs avec des animaux au Musée Fesch d'Ajaccio

Né à Anvers, David de Koninck est l'élève de Pieter Boel en 1659 et 1660 et devient maître de la guilde d'Anvers en 1664. À la fin des années 1660, il passe quelque temps à Paris, visite la Bavière et Vienne, puis s'installe à Rome de 1671 à 1694, où il rejoint les Bentvueghels sous le surnom de Rammelaer. Reçu comme reconnu à la guilde des peintres de Bruxelles en 1699, la dernière référence connue le concernant est une lettre du magistrat de Bruxelles datée du 27 septembre 1701 qui le désigne comme un peintre d'animaux de renom.

## Œuvre
David de Koninck a réalisé principalement des peintures animalières et des natures mortes. 